# Episodi di Lucifer (prima stagione)
La prima stagione della serie televisiva Lucifer, composta da 13 episodi, è stata trasmessa in prima visione negli Stati Uniti d'America dall'emittente Fox dal 25 gennaio al 25 aprile 2016.
In Italia la stagione è andata in onda in prima visione su Premium Action dal 27 ottobre 2016 al 19 gennaio 2017. 
 In chiaro è stata trasmessa su Italia 1 dall'11 febbraio al 13 maggio 2018 in seconda serata.
In Italia l'episodio pilota è stato reso disponibile, in anteprima, sul servizio on-demand Premium Play dal 20 al 26 ottobre 2016.
L'antagonista principale della stagione è Malcom Graham.
| n° | Titolo originale                | Titolo italiano                    | Prima TV USA     | Prima TV Italia  |
| -- | ------------------------------- | ---------------------------------- | ---------------- | ---------------- |
| 1  | Pilot                           | Lucifer Morningstar                | 25 gennaio 2016  | 27 ottobre 2016  |
| 2  | Lucifer, Stay. Good Devil.      | Lucifer, rimani. Buon diavolo      | 1º febbraio 2016 | 3 novembre 2016  |
| 3  | The Would-Be Prince of Darkness | L'aspirante principe delle tenebre | 8 febbraio 2016  | 10 novembre 2016 |
| 4  | Manly Whatnots                  | Qualità virili                     | 15 febbraio 2016 | 17 novembre 2016 |
| 5  | Sweet Kicks                     | Scarpe da sogno                    | 22 febbraio 2016 | 24 novembre 2016 |
| 6  | Favorite Son                    | Il figlio prediletto               | 29 febbraio 2016 | 1º dicembre 2016 |
| 7  | Wingman                         | Spalla alata                       | 7 marzo 2016     | 8 dicembre 2016  |
| 8  | Et Tu, Doctor?                  | E tu, dottoressa?                  | 14 marzo 2016    | 15 dicembre 2016 |
| 9  | A Priest Walks into a Bar       | Un prete entra in un bar           | 21 marzo 2016    | 22 dicembre 2016 |
| 10 | Pops                            | Papi                               | 28 marzo 2016    | 29 dicembre 2016 |
| 11 | St. Lucifer                     | San Lucifer                        | 11 aprile 2016   | 5 gennaio 2017   |
| 12 | #TeamLucifer                    | Squadra Lucifer                    | 18 aprile 2016   | 12 gennaio 2017  |
| 13 | Take Me Back to Hell            | Riportami all'inferno              | 25 aprile 2016   | 19 gennaio 2017  |

## Lucifer Morningstar
- Titolo originale: Pilot
- Diretto da: Len Wiseman
- Scritto da: Tom Kapinos

### Trama
Il Diavolo, assieme all'amica e sua guardia del corpo demone Mazikeen (detta Maze), ha abbandonato il trono degli Inferi e si è trasferito da circa cinque anni a Los Angeles, dove gestisce il night club "Lux" sotto il nome Lucifer Morningstar. Una sera, proprio fuori dal suo locale, viene uccisa una cantante pop di cui aveva favorito la carriera e pertanto decide di aiutare la detective della squadra omicidi Chloe Decker a risolvere il caso. Lucifer è immortale e dotato di varie capacità sovrannaturali ma soprattutto possiede il potere di spingere le persone a rivelare i loro desideri più oscuri. Chloe, tuttavia, ne è stranamente immune, pertanto Lucifer si interessa a lei e, una volta risolto l'omicidio e salvatale la vita, decide di continuare ad aiutarla. Nel corso delle indagini il demonio ha occasione di conoscere anche la piccola Trixie, figlia di Chloe, il suo ex marito anch'egli poliziotto Dan e la psicologa Linda Martin, che diventerà la sua terapista in cambio di favori sessuali. Lucifer, infatti, si rende conto di cominciare a tenere alla vita degli esseri umani, cosa che gli viene fatta notare (e sconsigliata) sia da Maze che da Amenadiel, un angelo suo fratello che tenta di imporgli di ritornare al suo posto.
- Guest star: AnnaLynne McCord (Delilah), Bailey Chase (Grey Cooper), Kayla Ewell (Amanda Bello), Tomiwa Edun (2Vile), Matt Corboy (Agente Diggs), John Pankow (Jimmy Barnes).

## Lucifer, rimani. Buon diavolo
- Titolo originale: Lucifer, Stay. Good Devil.
- Diretto da: Nathan Hope
- Scritto da: Joe Henderson

### Trama
Lucifer aiuta Chloe a risolvere il caso della morte del figlio di una star del cinema, ucciso in un incidente d'auto orchestrato da un paparazzo allievo di un fotografo con cui in passato la detective aveva avuto problemi. Il diavolo, incuriosito dalla tendenza al cambiamento che gli umani mostrano in talune situazioni, rifiuta l'offerta di Amenadiel di tornare all'Inferno in cambio di una intercessione per lui con Dio mentre Chloe, dopo aver parlato con l'uomo che l'aveva ferita nel caso precedente, comincia a sospettare che Lucifer sia davvero chi dice di essere, cioè il signore del male.
- Guest star: Jeremy Davies (Nick Hofmeister), Robert Ri'chard (Josh Bryant), Evan Arnold (Reverendo Jacob Williams), Greg Vaughan (Mr. Russell), John Pankow (Jimmy Barnes).

## L'aspirante principe delle tenebre
- Titolo originale: The Would-Be Prince of Darkness
- Diretto da: Louis Milito
- Scritto da: Jason Ning & Jenn Kao

### Trama
Lucifer e Chloe si trovano a risolvere l'omicidio di una ragazza che aveva passato la notte con un astro nascente del football scoprendo che l'assassino è l'agente di quest'ultimo, il quale temeva che il suo cliente lo avrebbe abbandonato per un'altra agenzia e quindi aveva organizzato l'incontro per ricattarlo. Lucifer, inoltre, si trova alle prese con un ragazzo che si è spacciato per lui per qualche tempo. Chloe, intanto, continua le sue indagini sul suo aiutante cercando di capire come possa possedere le sue abilità.
- Guest star: Richard T. Jones (Joe Hanson), Jodi Lyn O'Keefe (Ronnie Hillman), Redaric Williams (Ty Huntley), Sofia Vassilieva (Debra Macall), Grant Harvey (Justin).

## Qualità virili
- Titolo originale: Manly Whatnots
- Diretto da: Matt Earl Beesley
- Scritto da: Ildy Modrovich

### Trama
Lucifer e Chloe indagano sul rapimento di una ragazza, che in realtà è una montatura di questa e del fratello per estorcere denaro e per vendetta ai danni del leader di un gruppo di seduttori. Nel corso delle indagini Lucifer e Chloe diventano sempre più intimi (lui le dice chiaramente di voler andare a letto con lei) e il demonio si accorge di poter essere ferito dalle armi umane. Intanto Maze, al Lux, ha un breve confronto con Amenadiel, dal quale sembra emergere un interesse reciproco.
- Guest star: Dawn Olivieri (Tenente Olivia Monroe), Chris Marquette (Carver Cruz), Bailey Noble (Lindsay Jolson), Kelly Blatz (Kevin).
- Altri interpreti: Darcey Johnson (George).

## Scarpe da sogno
- Titolo originale: Sweet Kicks
- Diretto da: Tim Matheson
- Scritto da: Sheri Elwood

### Trama
Lucifer e Chloe sono alle prese con la morte di una ragazza durante una sfilata di moda che potrebbe scatenare una guerra tra bande. Grazie al contributo al caso, da cui entrambi escono vivi grazie all'aiuto di Maze, il capo dipartimento di Chloe nomina ufficialmente Lucifer consulente civile. Nel frattempo Amenadiel si finge uno psicologo e diventa amico di Linda, continuando al tempo stesso a vedersi con Maze, in modo da raccogliere più informazioni possibili su Lucifer e trovare un punto debole con cui costringerlo a tornare all'Inferno.
- Guest star: Dawn Olivieri (Tenente Olivia Monroe), Eddie Shin (Benny Choi), Lanny Joon (Yellow Viper), Alyssa Diaz (Dani Ramirez), Germaine De Leon (Diego Ramirez), Lochlyn Munro (Anthony Paolucci).
- Altri interpreti: Shaun Omaid (Hector).

## Il figlio prediletto
- Titolo originale: Favorite Son
- Diretto da: David Paymer
- Scritto da: Jason Ning

### Trama
Maze informa Lucifer che qualcuno ha rubato il container di sua proprietà e, poiché la guardia che era di turno viene uccisa, Lucifer si trova di nuovo a collaborare con Chloe: le indagini portano a una banda di motociclisti dediti a vari crimini. Mentre Dan tenta di riallacciare i rapporti con la ex moglie anche per il bene di Trixie, Amenadiel convince Linda che Lucifer sia davvero il diavolo e inoltre le dà alcune nozioni di teologia, grazie alle quali la psicologa riesce a mettere in difficoltà il suo paziente. Alla fine il container viene recuperato ma non il suo vero contenuto: le ali da angelo di Lucifer.
- Guest star: Tom Sizemore (Hank Cutter), Teach Grant (Renny), Craig Gellis (Frankie Costa).
- Altri interpreti: Sean Tyson (Erwin Scovell), Tina Pham (Brittany 1), Emily Maddison (Brittany 2).

## Le ali
- Titolo originale: Wingman
- Diretto da: Eriq La Salle
- Scritto da: Alex Katsnelson

### Trama
Lucifer, ancora alla ricerca delle sue ali, chiede aiuto sia ad Amenadiel (che gli rivela che se dovesse morire tornerebbe all'Inferno) che a Chloe, promettendole in cambio di aiutarla a risolvere il caso di Malcolm, il poliziotto in coma su cui sta indagando per corruzione, che la fa odiare dall'intero dipartimento. Lucifer riesce a recuperare le sue ali ad un'asta di reliquie sacre, ma dopo aver scoperto che dietro al loro furto c'è Amenadiel le dà alle fiamme sotto gli occhi del fratello, dicendo di non voler mai più tornare all'Inferno: Maze, tuttavia, riesce a recuperarne una piuma in segreto. Chloe e Dan scoprono un indizio sul poliziotto corrotto che avrebbe sparato a Malcolm mentre infine Amenadiel restituisce la vita a quest'ultimo dopo che la sua famiglia aveva dato il consenso all'eutanasia.
- Guest star: Heather Tom (Mel Graham), Hal Ozsan (Sergei), Isiah Whitlock Jr. (Carmen), Lochlyn Munro (Anthony Paolucci), Anil Raman (Agente Pitts).
- Altri interpreti: Aiden Finn (Figlio di Malcom), Ash Lee (Klause), Yaroslav Poverlo (Nikolas).

## E tu, dottoressa?
- Titolo originale: Et Tu, Doctor?
- Diretto da: Eagle Egilsson
- Scritto da: Jenn Kao

### Trama
Lucifer e Chloe indagano sulla morte di uno psicologo che consigliava alle coppie sue pazienti di provare il tradimento come terapia e, per avere un consulto, Lucifer fa in modo che Linda e Chloe si incontrino e comincino a collaborare, in modo anche da capire come la detective riesca a resistergli. Dopo aver risolto il caso, Chloe e Lucifer vengono a sapere che Paolucci, il partner di Malcolm, è stato ritrovato morto: è stato Malcolm stesso a ucciderlo, facendolo passare per suicidio. Successivamente Malcolm si incontra con Dan, che si rivela essere colui il quale gli aveva sparato. Linda decide di interrompere la sua relazione sessuale con Lucifer mentre quella tra Dan e Chloe sembra riprendere dopo che i due si baciano. Lucifer scopre infine che Amenadiel è colui che si è appena trasferito nell'ufficio accanto a quello di Linda e che è stata Maze a indirizzarlo lì: per questo decide di non fidarsi più di lei.
- Guest star: Jim Rash (Richard Kester), Al Madrigal (Dr. Jonathan Medina), Joy Osmanski (Sandy Shaw), Lochlyn Munro (Anthony Paolucci).
- Altri interpreti: Marisa Emma Smith (Tiffany), Ingrid Tesch (Giudice Michelle Tourvel).

## Un prete entra in un bar
- Titolo originale: A Priest Walks into a Bar
- Diretto da: David Frazee
- Scritto da: Chris Rafferty

### Trama
Un prete si rivolge a Lucifer per chiedergli di vegliare sulla comunità di ragazzi che gestisce in modo da tenerli lontani dal giro di droga che si serve di loro come spacciatori. Nel frattempo Malcolm si fa assegnare Dan come partner e successivamente si incontra con Amenadiel, che gli ricorda di dover eseguire la missione che gli ha affidato o lo rispedirà all'Inferno. Lucifer e il prete legano molto, soprattutto a causa delle discussioni che hanno riguardo al tema del piano di Dio per ogni sua creatura, ma alla fine il sacerdote muore per salvare il ragazzo al quale teneva di più mentre Malcolm, dopo aver costretto Dan a fornirgli dal magazzino delle prove della polizia una pistola non rintracciabile, riceve da Amenadiel l'ordine di uccidere Lucifer: questi, intanto, riceve la visita di Chloe, che ormai si sente sua amica e in dovere di consolarlo dopo la morte del prete il quale, mentre stava per morire tra le sue braccia, gli dice che era al corrente che Dio era suo padre e che Lui ha un piano. Lucifer, furioso per la morte dell'amico, si scaglia contro il suo assassino ma Chloe calma Lucifer, dicendogli che padre Frank non l'avrebbe voluto. 
- Guest star: Colman Domingo (Padre Frank Lawrence), Adam Bartley (Erik Doyle), Harrison Thomas (Connor), Lisseth Chavez (Nikki), Catherine Kresge (Mrs. Madison).
- Altri interpreti: Claire Fenech (Brittany 3), Donnie MacNeil (Ragazzo della pizza), Tina Pham (Brittany 1), Emily Maddison (Brittany 2).

## Papi
- Titolo originale: Pops
- Diretto da: Tara Nicole Weyr
- Scritto da: Alex Katsnelson & Mike Costa

### Trama
Lucifer e Chloe indagano sulla morte di un famoso chef e il diavolo si interessa molto al caso perché in esso rivede il contrasto padre-figlio che vive con Dio. Durante le indagini Lucifer conosce la madre di Chloe, Penelope, un'attrice di film di serie B di fantascienza degli anni ottanta, mentre Maze fa amicizia con Trixie e Linda. Dan decide di fermare Malcolm ma questi riesce ad avere la meglio nel confronto che nasce e risponde al posto suo ad un SMS che Chloe gli invia, lasciandola: la detective, ubriaca, va da Lucifer, ma questi, sorprendendo anche sé stesso, la rifiuta.
- Guest star: Rebecca De Mornay (Penelope Decker), Manny Montana (Junior), Tara Summers (Anne Martin), Alessandra Torresani (Naomi Austen).

## San Lucifer
- Titolo originale: St. Lucifer
- Diretto da: Mairzee Almas
- Scritto da: Sheri Elwood & David McMillan

### Trama
Malcolm rapisce Dan e gli racconta la verità, senza ovviamente essere creduto, mentre Lucifer e Chloe indagano sulla morte di un ex giocatore della NBA divenuto filantropo. Malcolm raggiunge Lucifer per ucciderlo come ordinatogli da Amenadiel, che finisce a letto con Maze, ma il diavolo lo convince di essere stato ingannato e gli regala la sua moneta dicendogli che solo questa è in grado di farlo uscire dall'Inferno. Risolto il caso Lucifer e Maze si riavvicinano, anche perché quest'ultima gli confessa di aver fatto sesso con suo fratello per fargli abbassare la guardia e quindi diventare sua informatrice, mentre il diavolo, sempre più intimo di Chloe e "quasi" amico di Dan (che una volta fuggito corre ad accertarsi delle sue condizioni), si rende conto di essere mortale solo quando è vicino alla detective.
- Guest star: Christina Chang (Vanessa Dunlear), Carlos Knight (Emmet Toussant), Dorian Missick (Will Flemming), Michael Welch (Kyle Erikson), Philip Granger (Louie Delgado).
- Altri interpreti: Michasha Armstrong (Tim Dunlear), Julianne Christie (Gayle Sherman), Kirsten Robek (Kelly Dolman).

## Squadra Lucifer
- Titolo originale: #TeamLucifer
- Diretto da: Greg Beeman
- Scritto da: Ildy Modrovich

### Trama
Chloe si rivolge a Lucifer per risolvere alcuni omicidi legati a una setta satanica: a mano a mano che le indagini proseguono, tuttavia, gli indizi sembrano portare proprio a lui. Maze tenta di uccidere Amenadiel il quale, capendo che è suo fratello a volerlo morto, va a casa sua e i due hanno un nuovo scontro, al termine del quale Maze abbandona entrambi. Poco prima Malcolm, che grazie a quanto gli ha rivelato Lucifer si è ribellato ad Amenadiel, rivela al diavolo di essere lui il responsabile delle morti su cui indaga ma riesce a incastrarlo: Chloe è quindi costretta ad arrestarlo.
- Guest star: Evan Arnold (Reverendo Jacob Williams), Ross McCall (Onyx), Sarah Grey (Rose Davis), Andrew Wheeler (Phil Davis).
- Altri interpreti: Andrew Baker (Poliziotto), Ryan Bruce (Corazon).

## Riportami all'inferno
- Titolo originale: Take Me Back to Hell
- Diretto da: Nathan Hope
- Scritto da: Joe Henderson

### Trama
Lucifer, stanco delle continue accuse che gli vengono mosse dall'alba dei tempi, tenta di farsi uccidere dai poliziotti per tornare all'Inferno ma Amenadiel lo salva e lo convince ad aiutarlo a trovare Malcolm, che intanto ha messo le mani su uno dei pugnali infernali di Maze. Alla caccia a Malcolm si uniscono anche Maze e Chloe, alla quale Dan rivela la verità per poi consegnarsi alla polizia e scagionare Lucifer. Malcolm tenta di fuggire con una nuova identità e ferisce Amenadiel col pugnale di Maze: lei, tuttavia, lo porta al Lux e lo cura con una piuma presa dalle ali angeliche di Lucifer, che voleva usare per tornare a casa. Malcom spara a Lucifer: mentre sta morendo il diavolo chiede a Dio di vegliare sulla detective in cambio della sua obbedienza. Quando arriva all'inferno trova una porta di sicurezza aperta meravigliandosi. Torna in vita e ferma Malcolm, che viene colpito a morte da Chloe. Il poliziotto tenta di servirsi della moneta magica ma questa si dissolve perché era stata utilizzata da Lucifer grazie all'aiuto di suo padre. Alla fine Lucifer si ritrova al Lux con Amenadiel, al quale rivela che Dio, in cambio del suo ritorno in vita, gli ha chiesto di riportare all'Inferno la loro madre.
- Guest star: Heather Tom (Mel Graham), Steven Lee Allen (Jason), Evan Arnold (Reverendo Jacob Williams)[5].
- Altri interpreti: Andrew Baker (Poliziotto nervoso), Craig Erickson (Neil Palmer), Paul Lazenby (Jackson), Danny Wattley (Tommy).